# Nhà thờ chính tòa Bùi Chu
Nhà thờ chính tòa Bùi Chu tọa lạc tại xã Xuân Trường, tỉnh Ninh Bình là nhà thờ chính tòa của Giáo phận Bùi Chu.
Giáo xứ Bùi Chu, chính thức thành lập năm 1670, được chọn là nơi đặt tòa giám mục của Địa phận Đông Đàng Ngoài từ năm 1779, sau đó là của Địa phận Trung Đàng Ngoài từ khi thành lập năm 1848. Xứ đạo Bùi Chu là một làng toàn tòng, nằm giữa nhiều làng Công giáo khác trong vùng, từng được truyền giảng Phúc Âm bởi Dòng Tên, Hội Thừa sai Paris và nhất là Dòng Đa Minh Tây Ban Nha. Sau khi nạn bách hại đạo chấm dứt, Nhà thờ Bùi Chu được hoàn thành năm 1885. Năm 2020, công trình nhà thờ cổ 135 năm tuổi đã bị dỡ bỏ vì lý do an toàn, hiện nay việc thi công nhà thờ mới đang được tiến hành.
Với sự bổ nhiệm giám mục Đa Minh Maria Hồ Ngọc Cẩn, Bùi Chu là giáo phận thứ hai ở Việt Nam được trao cho các giáo sĩ người Việt coi sóc (sau Giáo phận Phát Diệm do Giám mục Gioan Baotixita Nguyễn Bá Tòng coi sóc).

## Nhà thờ cũ
Nhà thờ Bùi Chu là một trong những nhà thờ cổ kính nhất ở Việt Nam, có lịch sử tương đương Nhà thờ chính tòa Đức Bà Sài Gòn (hoàn thành năm 1880), Nhà thờ Lớn Hà Nội (1887), Nhà thờ chính tòa Phát Diệm (1891). Đây là nơi lưu dấu ấn lịch sử truyền giáo, giao thoa văn hóa Đông – Tây ở vùng Đồng bằng Bắc Bộ, và là công trình có giá trị đặc biệt về phương diện lịch sử, văn hóa, nghệ thuật, kiến trúc. Hàng năm vào ngày 8 tháng 8 có rất nhiều giáo dân tập trung về dự lễ kính Thánh Đa Minh quan thầy của giáo phận, quen gọi là lễ đầu dòng.
Nhà thờ Bùi Chu được chuẩn bị xây dựng từ thời giám mục Manuel Ignacio Riaño Hòa, và khánh thành vào năm 1885 dưới thời giám mục Wenceslao Oñate Thuận. Nguyên vật liệu lấy tại địa phương là gạch, vôi vữa rất đơn giản. Dù vậy, nhà thờ có kiến trúc độc đáo với phong cách chính là Baroque (đọc là Ba-rốc) Tây Ban Nha, kết hợp với cách thức xây dựng truyền thống Việt Nam. Các đường nét hoa văn thể hiện sự hài hòa kiến trúc Âu – Á. Bộ tòa chính ở cung thánh được sơn son thếp vàng lộng lẫy, các cột gỗ lim lớn được đặt trên bệ đá chạm trổ tỉ mỉ, vòm trần nhà thờ làm từ vôi rơm trộn mật, có thiết kế đặc sắc là những hình oval ba lá.
Công trình này dài 78 m, rộng 22 m, cao 15 m, hai tháp chuông cao 35 m. Tháp cổng phía đầu nhà thờ có chiếc đồng hồ cổ kính, sản xuất đơn chiếc theo đơn đặt hàng ở Pháp năm 1922. Khu vực nơi đây ngoài nhà thờ chính tòa còn có tòa giám mục và đại chủng viện của Giáo phận Bùi Chu, dòng nữ Đa Minh Bùi Chu và cô nhi viện Thánh An.

## Dỡ bỏ và xây mới
Ý định xây mới nhà thờ đã có từ thời cố giám mục Giuse Hoàng Văn Tiệm. Năm 2016 dưới thời giám mục Tôma Aquinô Vũ Đình Hiệu, phương án xây mới này được giáo quyền lên kế hoạch và chính quyền cấp phép. Năm 2019, Giáo phận Bùi Chu thông báo sẽ tháo dỡ nhà thờ, dự kiến ban đầu là ngày 13 tháng 5, để xây mới trên nền cũ. Việc này khiến một số kiến trúc sư không đồng tình, và đề nghị tạm hoãn để chờ đánh giá toàn diện của Hội đồng di sản quốc gia, mặc dù nhà thờ không thuộc diện di tích quốc gia Việt Nam. Dựa vào cảm tính cho rằng nhà thờ không hư hỏng nặng, các kiến trúc sư này gửi đơn xin cứu xét đến chính quyền. Ngày 3 tháng 5 năm 2019, trang web Vatican News đăng tải một bản tin tiếng Đức về nhà thờ Bùi Chu với nhan đề: "Việt Nam: Liệu còn cứu được nhà thờ?"
Thực tế, Hội đồng linh mục Giáo phận Bùi Chu đã họp bàn vấn đề này trong nhiều năm và đi đến quyết định hạ giải nhà thờ; thủ tục hành chính cũng đã hoàn tất. Giáo phận không được cấp phép xây dựng nhà thờ mới ở cạnh đó, trong khi nhà thờ cũ với kết cấu gạch vữa đã quá xuống cấp, có nguy cơ mất an toàn. Trưởng đại diện UNESCO tại Việt Nam, ông Michael Croft sau khi khảo sát cho biết nền móng nhà thờ bị sụt lún, cấu trúc gỗ và mái mục nát. Ông cũng nhấn mạnh việc tiếp nối di sản phi vật thể là những thực hành văn hóa, tín ngưỡng đôi khi còn quan trọng hơn việc bảo tồn di sản vật chất. Viện trưởng Bảo tồn Di tích Việt Nam, tiến sĩ Hoàng Đạo Cương cho biết nhà thờ đã xuống cấp ở mức báo động. Không gian nhà thờ được số hóa 3D để lưu giữ lại lâu dài hình ảnh cách chi tiết.
Sau khi hoãn kế hoạch hạ giải năm 2019, đến ngày 4 tháng 2 năm 2020, nội thất, bàn thờ và các bộ tòa đã được đưa ra ngoài, chuẩn bị cho việc hạ giải toàn bộ. Sau 135 năm tồn tại, nhà thờ chính thức được hạ giải vào ngày 17 tháng 7 năm 2020, việc phá dỡ hoàn tất vào đầu tháng 8. Nhà thờ mới sẽ được xây với kích thước rộng hơn, theo thiết kế thì kiến trúc ngoại thất tương tự nhà thờ cũ nhưng nội thất là hệ vì kèo gỗ theo kiến trúc cổ Việt Nam thay vì kiến trúc Baroque Tây Ban Nha.